# Helicopter Laser Radar
Das Helicopter Laser Radar (kurz HELLAS, deutsch Helikopterlaserradar) ist ein Hinderniswarnsystem für Hubschrauber.

## Allgemein
Entwickelt wurde das System von der EADS-Division Defence & Security (heute Hensoldt), von dem damaligen Geschäftsbereich Defence Electronics. Es dient dazu, dem Piloten im Hubschrauber auch bei schlechten Wetterbedingungen (IMC) eine Darstellung von Hindernissen optisch auf einem Monitor im Cockpit als auch akustisch zu ermöglichen. Weltweit stehen derzeit 50 solcher Systeme im Einsatz.

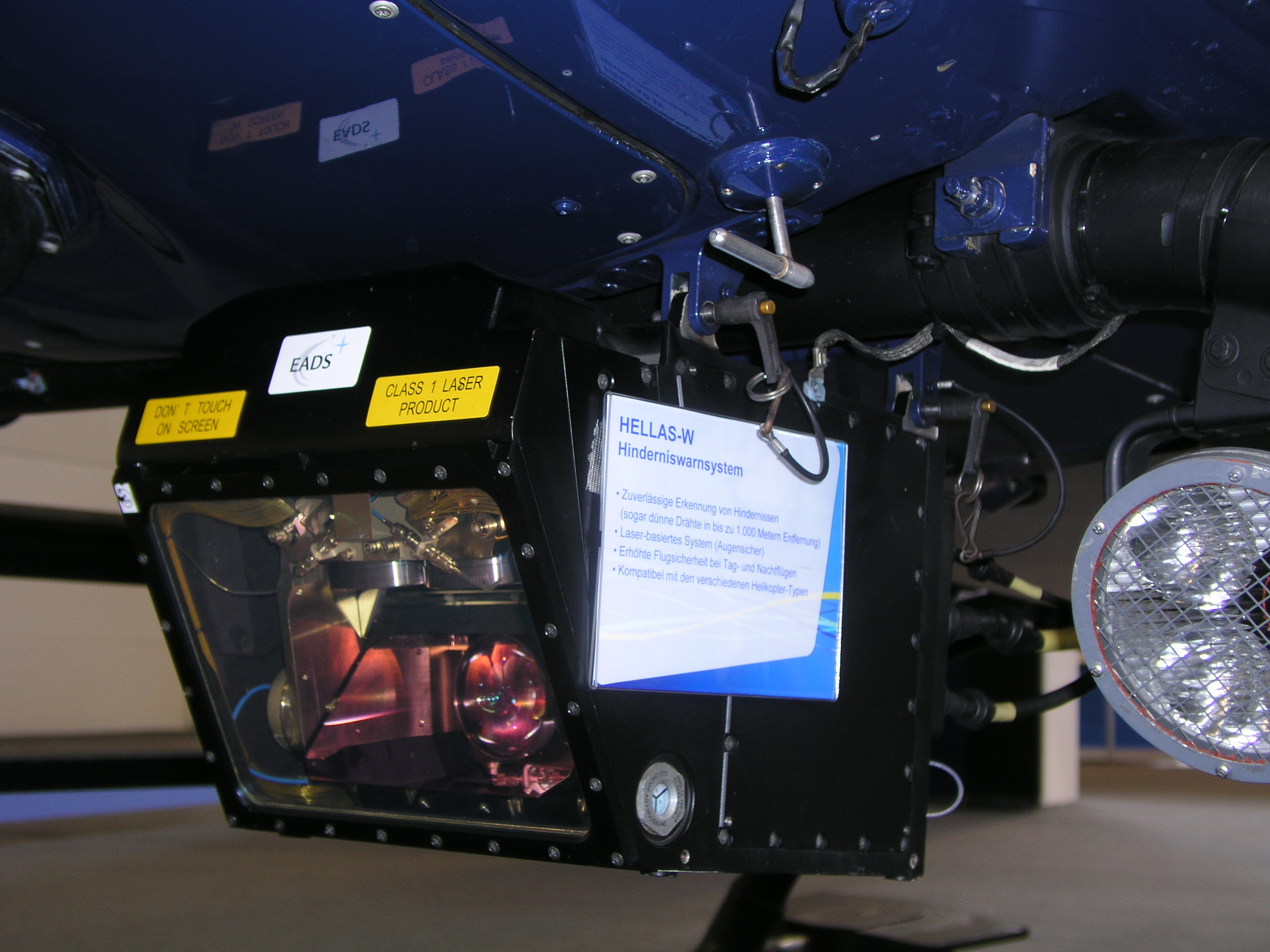
Ein HELLAS-System auf einer EC-135 der deutschen Bundespolizei

## Technik
Die Einheit für das Lichtwellen-Radar (Lidar) wird auf der Unterseite des Rumpfes des Hubschraubers montiert und sendet einen Pulslaser mit einer Wellenlänge von 1,5 Mikrometer in Flugrichtung aus. Der Abtastbereich beschränkt sich hierbei auf 32 mal 32 Grad. Wenn der Laser auf ein Objekt trifft wird der Strahl reflektiert und in der Auswerteeinheit analysiert.
Über eine Entfernung von 600 Metern und bei Geschwindigkeiten von bis zu 330 km/h ist somit sowohl die Topografie eines Geländes, als auch Hindernisse wie z. B. Kabel und Hochspannungsleitungen bis zu Telefonleitungen mit nur einem Zentimeter Dicke zu erkennen.
Das HELLAS-System ist auf eine breite Palette von Hubschraubern im zivilen und militärischen Bereich einsetzbar. In Deutschland findet es bei den Hubschraubern der Bundespolizei Anwendung. Insbesondere an den Zivilschutzhubschraubern, die durch Piloten der Bundespolizei geflogen werden, erhöht es die Sicherheit deutlich, da diese für Rettungseinsätze in unbekanntem Gelände abseits befestigter Landeplätze zur Landung gehen (Christoph 2, 3, 4, 7, 9, 12, 13, 14, 17, 29, 34 und 35).